# Agrilus dozieri
Agrilus dozieri är en skalbaggsart som beskrevs av Fisher 1918. Agrilus dozieri ingår i släktet Agrilus och familjen praktbaggar. Inga underarter finns listade i Catalogue of Life.